# 장 4세 다르마냐크 백작
장 4세 다르마냐크(프랑스어: Jean IV d'Armagnac, 1396년 10월 15일 - 1450년 11월 5일)는 1418년부터 1450년까지의 아르마냐크, 페젠사크, 로데스의 백작이다. 그는 아르마냐크, 페젠사크, 로데스, 파르디아크의 백작인 베르나르 7세와 본느 드 베리 사이에서 태어났다.
그의 아버지는 군대를 이용해 코망주 백국을 차지했으나, 장 4세는 1419년에 마르그리트(Marguerite)가 마티유 드 푸아에게 재혼하면서 보장받지 못 하였다. 그뒤에 그들은 코망주 백국을 차지했다. 1425년 그는 카스티야 왕에게서 아르마냐크의 지배권을 인정받았다. 잉글랜드군과 싸우다 붙잡힌 프랑스 왕은 개입 할 수가 없었지만, 이 굴욕을 넘어가지는 않았다. 나중에 장 4세는 자신의 딸 이자벨을 앙리 4세와 혼인하도록 협상하였지만, 프랑스 왕의 위협으로 이 계획을 그만두었다. 1440년에 그는 남작들과 프랑스의 도팽의 반란에 동참하였지만, 이 연합은 반란자들을 용서한 샤를 7세에게 제압당하고 만다. 그는 아르마냐크 백국이 왕령으로 바뀌는 걸 관두도록 요청했지만, 끝내 거절당하고 말았다.
샤를 7세는 도팽에게 저항적인 장 4세를 처벌하도록 요청하였다. 리즐주르댕이 포위되고, 장 4세는 포로로 붙잡혀 1443년에 카르카손에 감금되었다. 그는 3년 뒤에 용서를 받았지만, 그의 영지들은 왕실 관리들의 소유가 되었고, 그가 사망할 때까지 어떠한 귀족 지위를 지니지 못했다.

## 혼인과 자녀
그는 1407년 6월 16일 장 4세 드 브르타뉴와 후아나 데 나바라의 딸인 블랑슈 드 브르타뉴와 혼인했다. 그들 사이에 한 명의 자녀를 두었다:
- 본느(Bonne 1416년 ~1448년)

그는 단명한 첫 번째 아내가 사망한 후, 1419년 5월 10일 재혼을 했다. 그의 두 번째 아내는 카를로 3세 데 나바라와 레오노르 데 트라스타마라의 딸인 이사벨라 데 나바라이다.
그들 사이에 다섯 명의 자녀를 두었다:
- 마리 다르마냐크 (1420년 ~ 1473년) : 1437년 알랑송 공작인 장 2세 달랑송과 혼인함. 앙리 4세의 모계쪽 조부모이다.
- 장 5세 다르마냐크 (1420년 ~ 1473년) : 로마뉴(Lomagne) 자작이며, 이후 아르마냐크와 페젠사크, 로데스의 백작이 된다.
- 엘레오노르(Eléonore, 1423년 ~ 1456년) :1446년에 도랑주(d'Orange) 대공이자 알레와 아르겔(Arguel)의 군주 루이 2세 드 샬로날레와 혼임함.
- 샤를 1세 다르마냐크 (1425년 ~ 1497년) : 페젠사게(Fézensaguet) 자작이며, 이후 아르마냐크와 페젠사크, 로데스 백작이 된다.
- 이자벨 (Isabelle, 1430년 ~ 1476년) : 푸르(Four) 계곡의 여공